# Alexandru Dumitrescu
Alexandru Dumitrescu, född den 10 maj 1988, är en rumänsk kanotist.
Han tog bland annat VM-guld i C-2 500 meter i samband med sprintvärldsmästerskapen i kanotsport 2011 i Szeged.